# Besence
Besence es un pueblo ubicado en el distrito de Sellye, en el condado de Baranya, Hungría.

## Superficie
Posee una superficie de 9,580 kilómetros cuadrados.

## Demografía
Hasta 2019 la población era de 102 habitantes, con una densidad de población de 10,65 habitantes por kilómetro cuadrado.